# Iška Loka
Iška Loka este o localitate din comuna Ig, Slovenia, cu o populație de 262 de locuitori.